# Jonathan Ifunga Ifasso
Jonathan Ifunga Ifasso (Kinsasa, 10 de marzo de 1999) es un futbolista congoleño que juega en la demarcación de centrocampista para el Al-Hilal Omdurmán de la Primera División de Sudán.

## Selección nacional
El 9 de octubre de 2020 hizo su debut con la selección de República Democrática del Congo en un partido amistoso contra Burkina Faso que finalizó con un resultado de 3-0 a favor del combinado burkinés tras los goles de Issoufou Dayo, Bryan Dabo y Bertrand Traoré.

## Clubes
| Club                    | País      | Año       | Partidos | Goles |
| ----------------------- | --------- | --------- | -------- | ----- |
| AS Dauphins Noirs       | RD Congo  | 2017-2018 |          |       |
| AS Nyuki                | RD Congo  | 2018-2019 | 2        | 0     |
| Difaâ Hassani El Jadidi | Marruecos | 2019-2021 | 34       | 1     |
| AS Simba                | RD Congo  | 2022-2023 |          |       |
| Rayon Sports FC         | Ruanda    | 2023      |          |       |
| Al-Hilal Omdurmán       | Sudán     | 2023-     | 1        | 0     |